# Jah Shaka

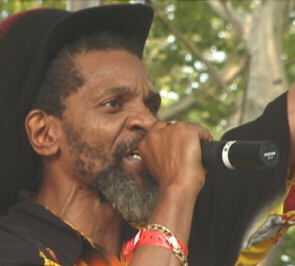
Jah Shaka 2002 in New York

Jah Shaka (auch bekannt als the Zulu Warrior; * um 1948 in Chapleton, Clarendon Parish, Jamaika; † 12. April 2023) war ein in London lebender Soundsystem-Operator, Deejay, Dub-Mixer, Produzent und Musiker. Mit seinem Jah Shaka Soundsystem wurde er zu einer legendären Persönlichkeit der britischen Dub- und Reggae-Szene.

## Leben
Der in Jamaika geborene Jah Shaka kam 1956 im Alter von etwa acht Jahren mit seinen Eltern nach England, sie zogen in den Südosten Londons. Er begann 1962 Musik zu machen, als er mit Schulfreunden eine Band gründete. Früh stand er der Rastafari-Bewegung nahe, fühlte sich inspiriert von Menschen wie Haile Selassie I., Marcus Garvey, Malcolm X, Angela Davis und Steve Biko. Ende der 1960er stieg er beim örtlichen Freddie Cloudburst Soundsystem ein. Anfang der 1970er gründete er sein eigenes Soundsystem. Sein Künstlername setzt sich zusammen aus Jah, der bei Rastas gebräuchlichen Kurzform von Jahwe, des Namens Gottes, und Shaka, dem Namen von König Shaka, eines Kriegers und Zulu-Königs des 18. und 19. Jahrhunderts. Im Gegensatz zu den meisten anderen Soundsystems übernimmt Jah Shaka die wichtigsten Aufgaben meist größtenteils allein, er ist Deejay und Selector – singt, legt Platten auf, tanzt ekstatisch dazu, mixt Sounds und regelt Effekte.
Mitte der 1970er machte er sich schnell einen Namen. Ein Schlüsselmoment war, als er 1976 bei einem Clash gegen Lloyd Coxsone antrat, eines der zu der Zeit angesagtesten Soundsystems in England. Es endete damit, dass Coxsone einsehen musste, dass er verloren hatte, und den Dance abbrach. Später zeigten sich auf Jah Shakas Dances regelmäßig bekannte Persönlichkeiten der Londoner Reggae-Szene, wie etwa Earl Sixteen oder auch Yabby You. Andere Karrieren begannen durch Shaka inspiriert, wie beispielsweise die der Disciples. Jah Shaka entwickelte großen musikalischen Einfluss, nicht zuletzt auf den britischen Dub.
Ende der 1970er startete Shaka ein eigenes Label, auf dem er eigene Produktionen veröffentlichte, wie die Serie Commandments of Dub seit Anfang der 1980er Jahre. Daneben kamen dort u. a. Aufnahmen von Horace Andy, Max Romeo und den Twinkle Brothers heraus. Es entstanden im Laufe der Zeit auch mehrere Kollaborationen Jah Shakas mit namhaften britischen Künstlern, wie Aswad und Mad Professor, die aber auf anderen Labels erschienen. Er reiste auch mehrmals nach Jamaika und produzierte dort in King Tubbys legendärem Studio in Waterhouse oder im Music Works Studio von Gussie Clarke, arbeitete dort u. a. mit Veteranen wie Willie Williams und Max Romeo, aber auch mit jungen Musikern wie Icho Candy. Ein Höhepunkt seiner Produzentenkarriere war sein 1990 bei der Island-Tochter Mungo erschienenes Album Dub Symphony.
Jah Shaka stand in den 1980ern eigentlich abseits des Mainstreams, als der Trend im Dancehall zu digitalen Sounds und slackness ging, während sein Soundsystem mit einem einzelnen Plattenspieler neben dem Mischpult antrat und er als Rastafari an seinem „Roots and Culture“-Programm festhielt. Denn neben sozialkritischen Anliegen griff er schon immer vor allem spirituelle Themen der Rasta-Kultur auf, begleitet vom donnernden Bass und monoton-hypnotischen Sounds, mit denen er sein Publikum in trance-ähnliche Zustände versetzt. Seine Dances entwickeln eine mystische Atmosphäre, die dem Publikum oftmals mehr religiösen oder politischen Veranstaltungen zu gleichen scheinen, als gewöhnlichen Party-Veranstaltungen. Jah Shakas spirituelles Verständnis der Musik wird an einem Zitat deutlich:

„Als Jugendlicher wuchs ich in der Kirche auf, was der Grund dafür sein könnte, dass unsere Musik manchmal mit Gospel verglichen wird. Immerhin gibt es jede Menge Referenzen an den Allmächtigen, um die Menschen Gott näher zu bringen. Wenn wir beim Auflegen pro Nacht eine Seele retten können, haben wir einen guten Job gemacht.“

Bei einem Hausbrand im Jahr 2000 wurde Shaka schwer verletzt und war lange Zeit nicht aktiv. Er setzte danach aber wieder fort, regelmäßig in Großbritannien und gelegentlich andernorts in Europa, den USA oder Japan aufzutreten. Er war des Öfteren auf größeren Festivals vertreten, beispielsweise beim Summerjam in Köln, dem Uppsala Reggae Festival oder beim Rototom Sunsplash in Italien.
Jah Shaka unterstützte in Jamaika und Ghana verschiedene Sozialprojekte, wie Schulen, Krankenhäuser und Fußball-Jugendmannschaften.
Er starb im April 2023 im Alter von 75 Jahren.

## Diskographie
- Commandments of Dub, Vol. 1–10 (1982 bis 1991)
- Jah Shaka Meets Mad Professor in Ariwa Studio (1984)
- Message from Africa (1985)
- Jah Dub Creator (Commandments of Dub, Vol. 5) (1985)
- Jah Shaka Meets Aswad in Addis Ababa Studio (1985)
- Disciples (1988)
- Dub Symphony (1990)
- Africa Drum Beats (Commandments Of Dub 10) (1991)
- New Testaments of Dub 1–2 (1992)
- Dub Salute, Vol. 1–5 (1994 bis 1996)
- New Decade of Dub (mit Mad Professor) (1996)
- Authentic Dubwise (2002)